# احتكار ثنائي
الاحتكار الثنائي (بالإنجليزية: Duopoly)‏ هو نوع من احتكار القلة، يكون فيه منتجين اثتين فقط يتحكمون في السوق، ومن أشهر الأمثلة على ذلك شركتي كوكاكولا وبيبسي في سوق المشروبات الغازية.